# スイバ
スイバ（酸葉、蓚、酸い葉、酸模、学名: Rumex acetosa）は、タデ科スイバ属の多年草。道端などに生えて、草丈は60センチメートル前後で、高いもので1メートルになる。茎葉はところどころで赤みを帯び、下部は矢じり形の根から生える葉がつき、上部は茎を抱くかたちの葉がつく。初夏から夏にかけて、赤みを帯びた淡緑の花を花穂になってつける。薬用にもできる食草で、ヨーロッパでは「ガーデン・ソレル」 や 「オゼイユ」などと呼ばれ、ハーブや野菜として広く栽培されている。食べると酸っぱい味がするので日本地方名でスカンポともよばれるが、同別名をもつイタドリとは別の植物である。

## 名称
学名の「Rumex」の語源は吸う。古代からのどの渇きをいやすため、この葉を吸ったことに由来している。 和名スイバの由来は、茎や葉を口に入れて噛むと酸っぱいことから「酸（す）い葉」の意で名付けられた。茎や葉にシュウ酸カルシウムを含んでおり、特に春先の若芽や葉などを口にすると酸っぱい味がする。（このほかにも地方によって、茎をポンと折って食べると酸っぱいことからスカンポやスカンボ、スイッパ、スイコ、ショッパグサ、ネコノショッカラ（猫の塩辛）、スイスイグサなど、さまざまな別名でも呼ばれ、その方言名の数は200を越えるといわれている。ただし、スカンポはイタドリの方言名としても用いられることが多い。
ヨーロッパ、特にフランスでは、英名 common sorrel からソレルとも呼ばれ、野菜として食べられる。学名からルメクスとよばれる園芸品種も出回っている。
花言葉は、「愛情」「情愛」「親愛の情」「博愛」などがある。

## 分布・生育地
北半球の温帯に広く分布し、日本では北海道から九州まで分布する。やや湿った場所を好み、日当たりの良い野原や田畑、道端、あぜ道、土手、空き地など人里近くに、小規模な集団をつくってふつうに自生する。

## 特徴
太くて短い根茎がある。地下茎から基部が矢じり型になった細長い三角形の根出葉を出す。根生葉は5 - 10 cmの長い柄があり、披針状長楕円形で長さは10 cm。冬の間は、葉は矢じり型でロゼット状に地面に広がっており、赤紫色を帯びるものが多い。
春になって温かくなると、赤みを帯びていた葉は緑色に変化する。やがて春から初夏にかけて茎が伸びると、草丈は30 - 100センチメートル (cm) になり、ふつう60 cm前後になる。茎は円柱形で赤紫色を帯び、直立する。上部につく葉は、短い柄があるか無柄で互生し、広披針形で付け根は矢尻型になり、基部は鞘状で茎を抱く。
花期は初夏から夏にかけて（5 - 8月）。雌雄異株で、雄株は黄色っぽい淡紫色の小花、雌株は淡紅紫色の小花が穂状に咲いて目立つ。花ははじめのうちは淡緑色で、徐々に赤味を帯びてくる。茎の先に総状花序を円錐状に出して、直径3ミリメートル (mm) ほどの小花がたくさんつく。雄株にある雄花は風で花粉を運ぶ風媒花で、大きな雄しべがぶら下がっていて、風に揺れながら花粉を飛ばす。一方、雌株の雌花に見られる房状のものは柱頭で、花粉を受け止めるために細く分かれている縮れた感じの雌しべを花の外に出している。食用にもされる若葉のころには、雄なのか雌なのか、株を見分けることはできない。
花が終わると、雌株には団扇を連想させる小さな果実を多数つける。果実の団扇のような翼状のものは、内萼片（ないがくへん）が大きくなったものである。果実はピンク色を帯びていて、3個の翼状の萼がつく。
1923年に木原均と小野知夫によって、X染色体とY染色体を持つことが報告された。これは種子植物に性染色体があることを初めて示した発見の一つである。スイバの性決定は、ショウジョウバエなどと同じく、X染色体と常染色体の比によって決定されている。
庭などでたくさん簡単に育成できる。ヨーロッパでは野菜として栽培している。

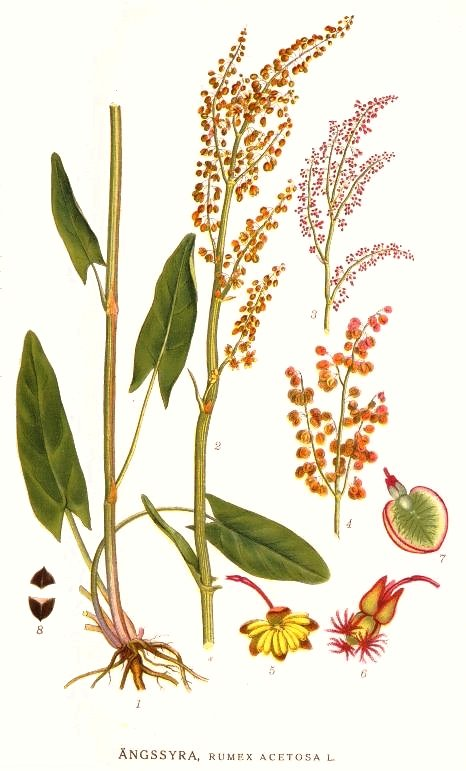
スイバ (Rumex acetosa)
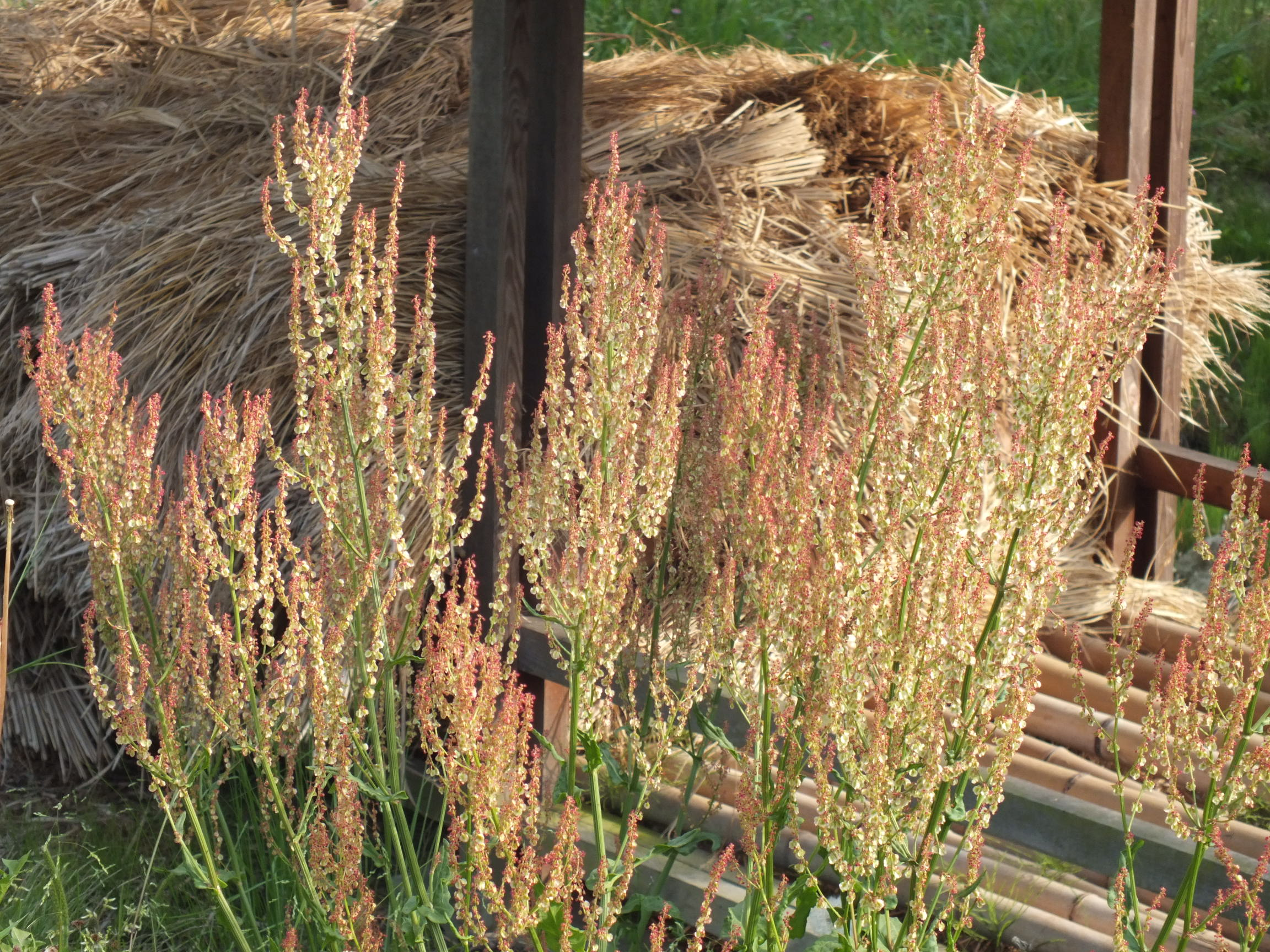
田畑や道端に多くみられる（5月）
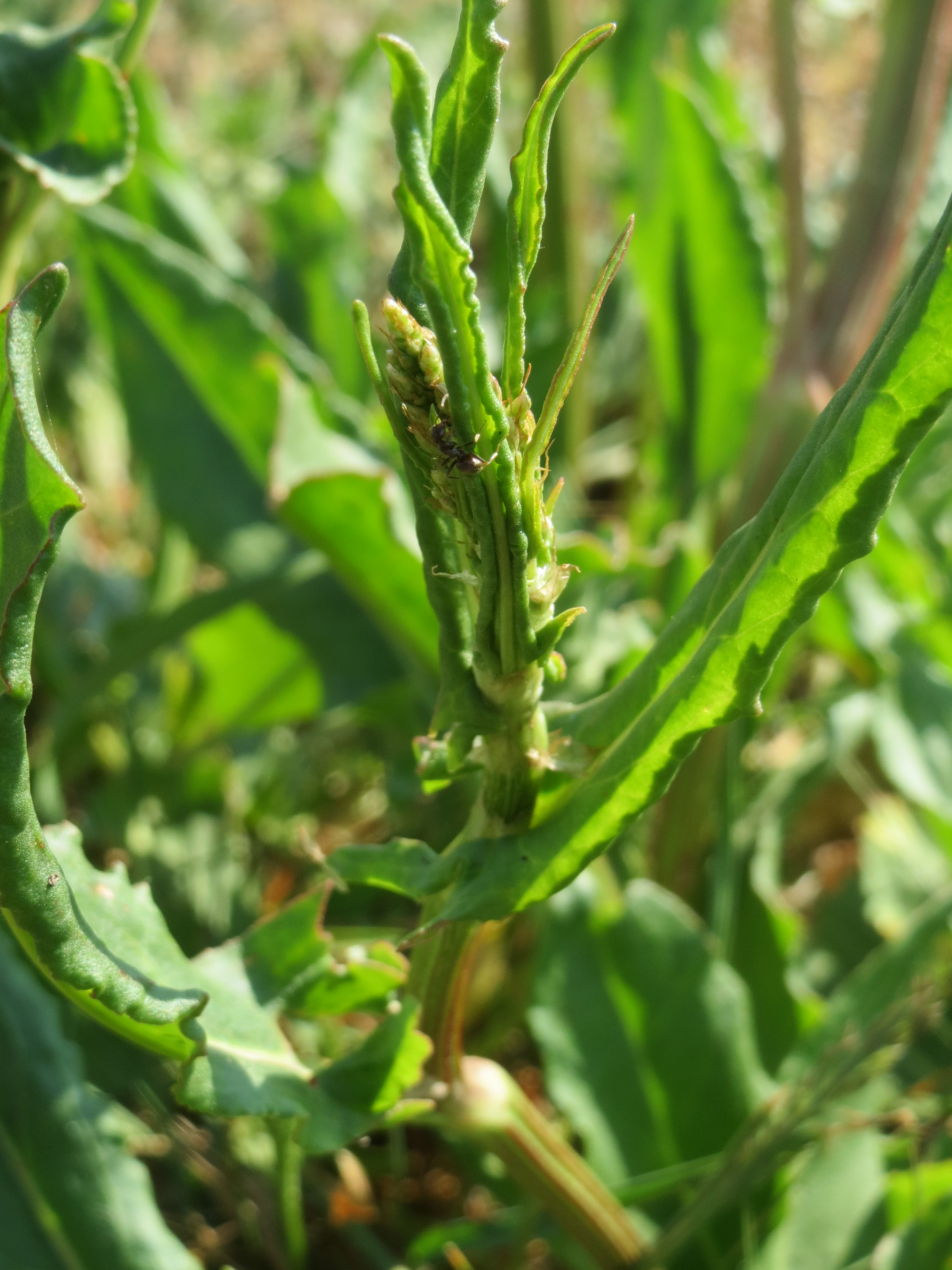
上部の茎葉。葉は矢じり形で、茎を抱いて鞘状につく。
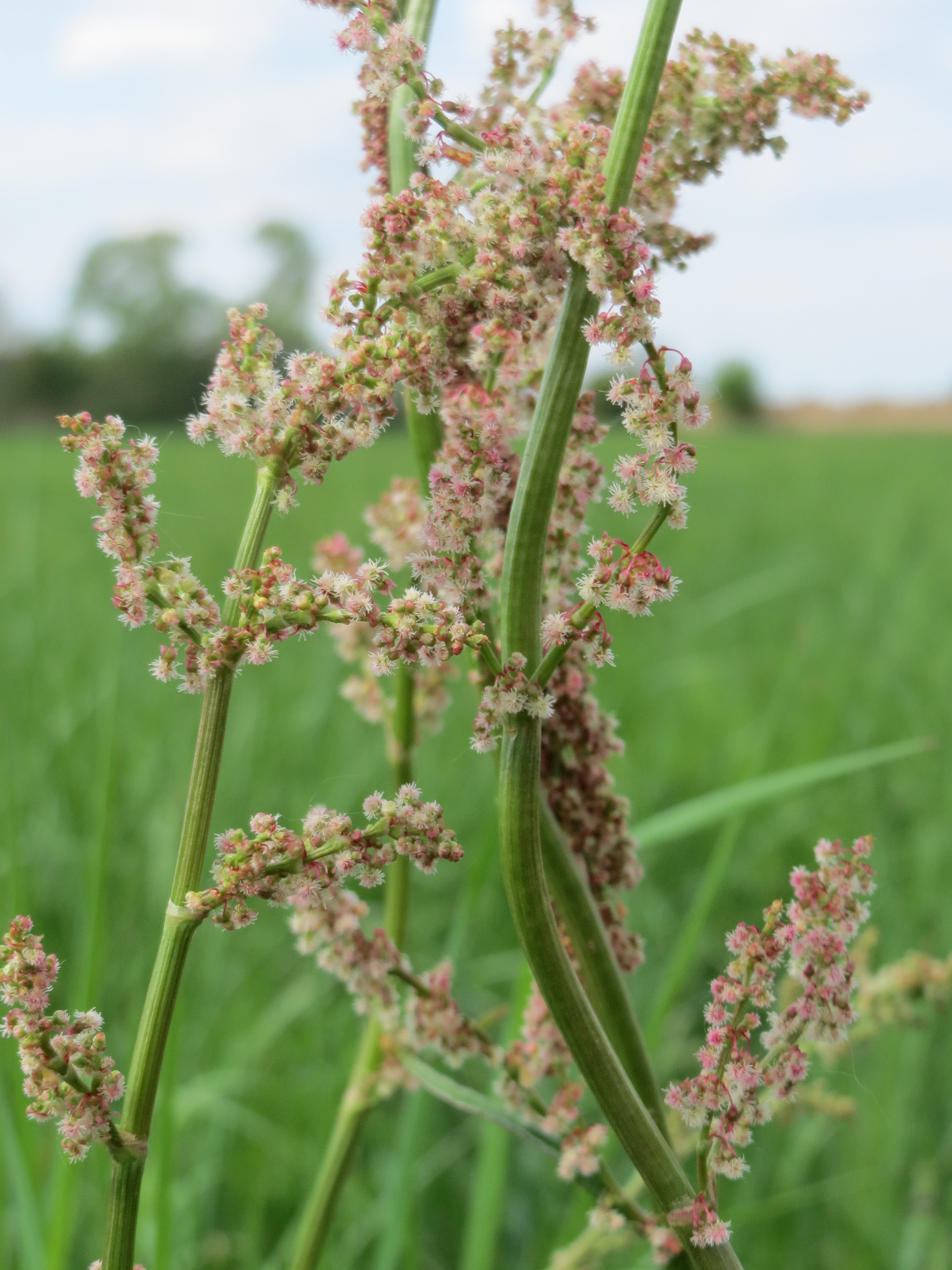
雌花の花穂（雌株）
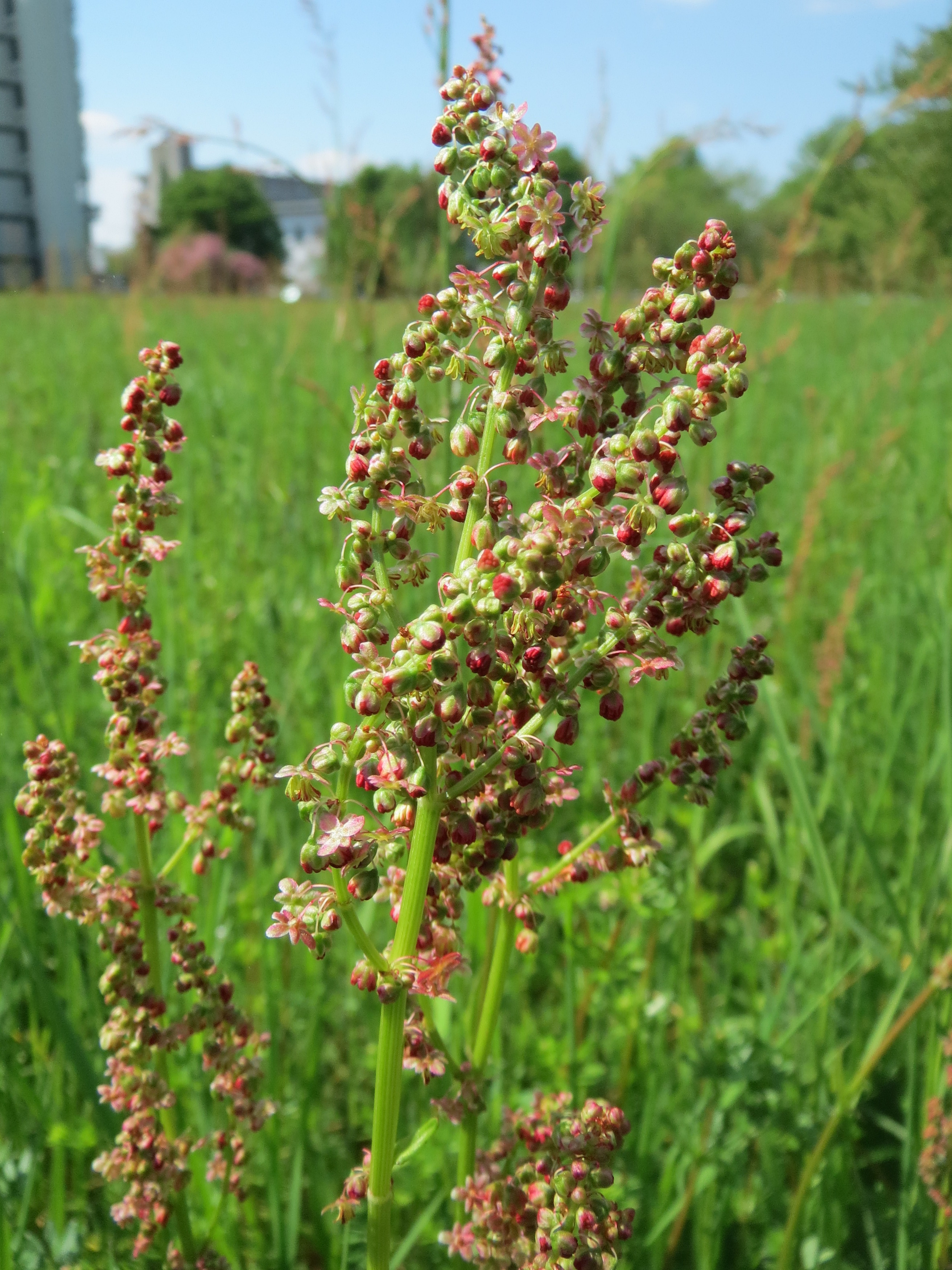
雄花の花穂（雄株）
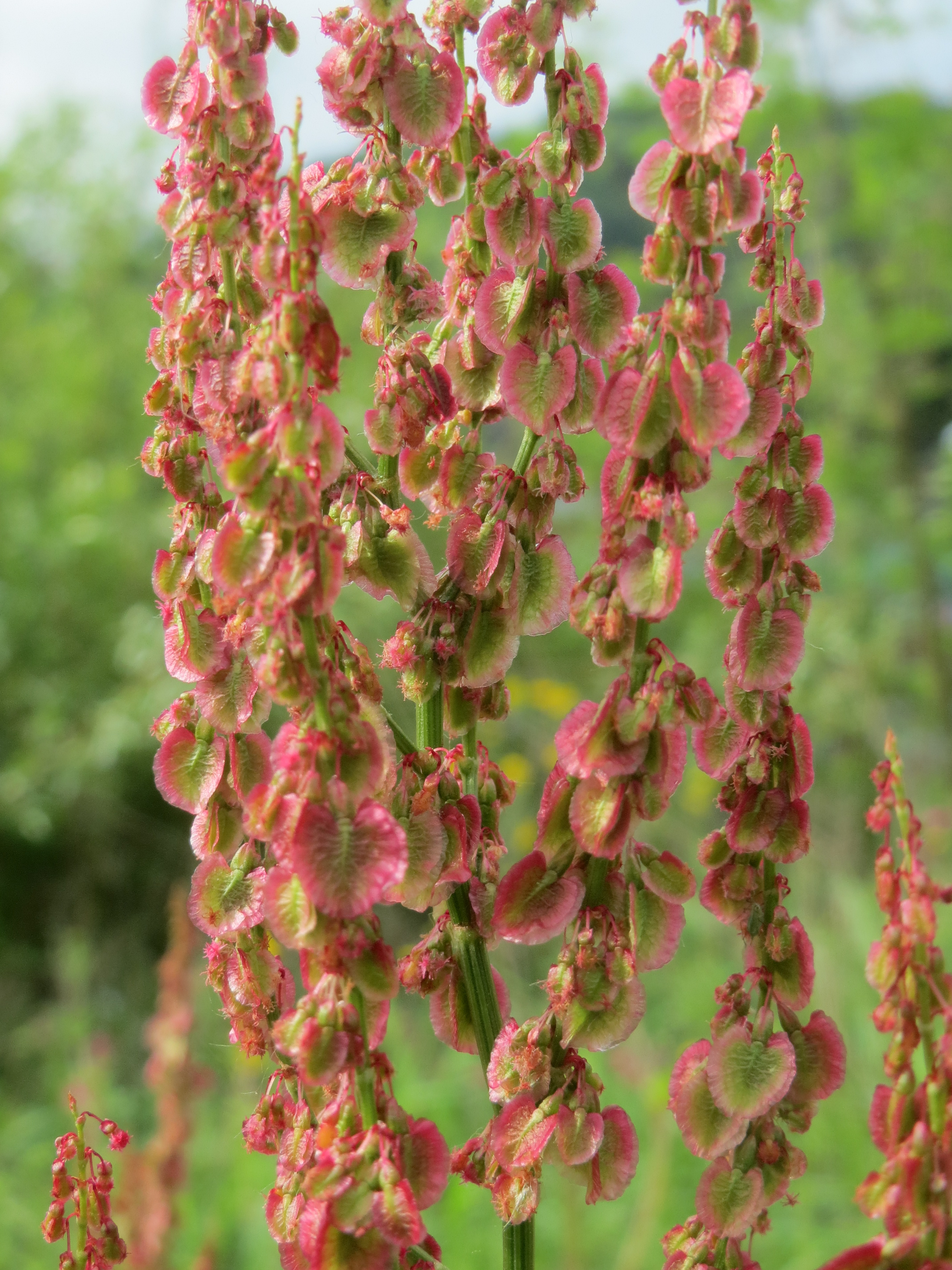
果実

## 似ている植物
類似種に、小型で高さが20 - 50 cmほどになるヒメスイバ、高山植物のタカネスイバなどがある。同じような場所に生えるギシギシにもよく似ているが、スイバの方が小形でやさしい草姿をしている。茎や葉は赤みを帯びていることや、根生葉は長い柄を持ち、葉身の基部が矢じり形であることもスイバの特徴である。ヒメスイバは根生葉の基部が左右に張り出した矛形になるので区別できる。

## 利用

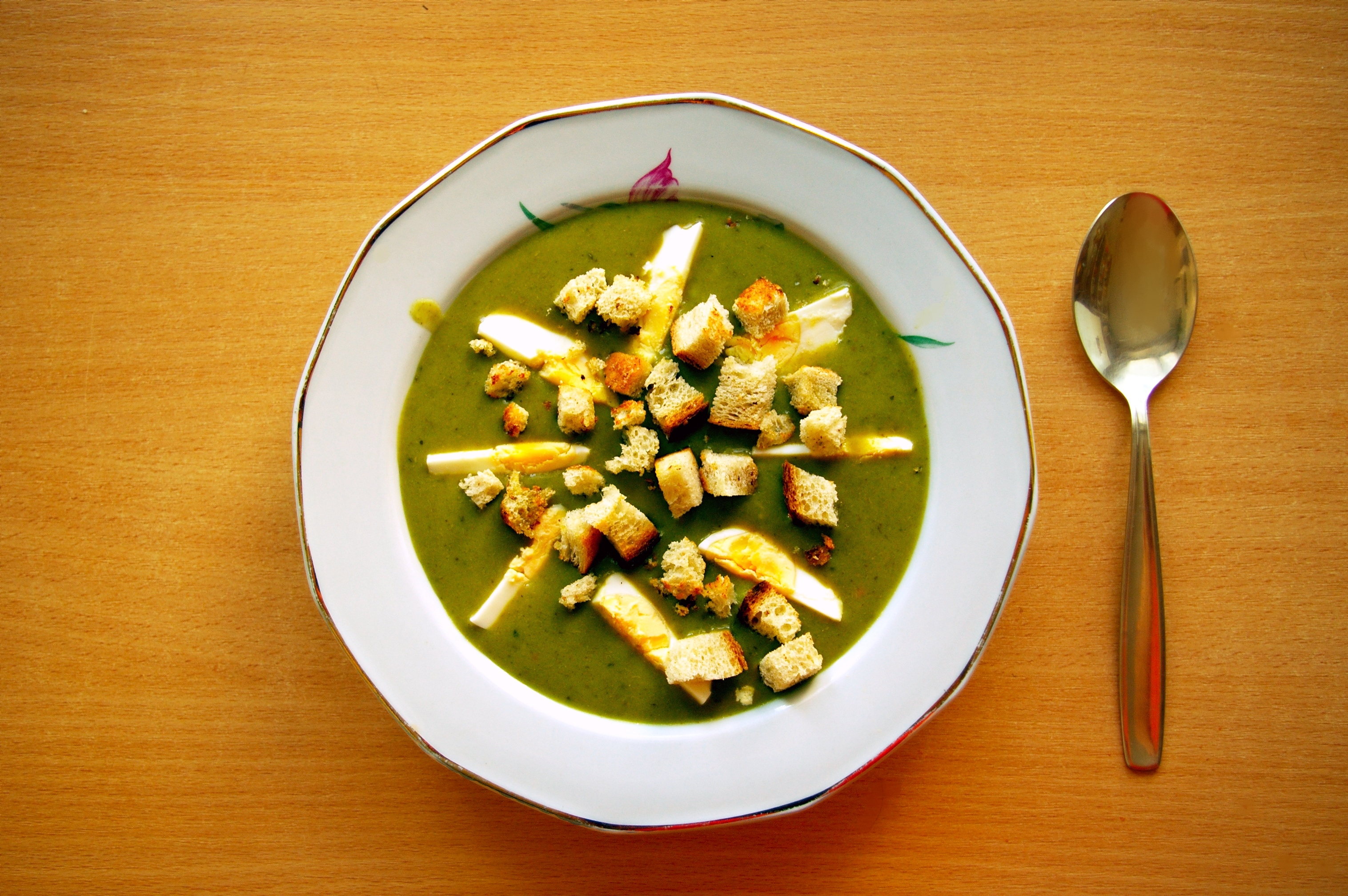
ポーランドのスイバのスープ

3 - 4月ごろに、若芽や若い茎を採取して食用にする。伸び始めた若い茎は、手で折り採れるところから採取し、若葉は根元から切りとって採取される。地上部の茎葉には、シュウ酸やシュウ酸カリウム、シュウ酸カルシウムを含み、酸味の元になっている。シュウ酸の「シュウ」は漢字では「蓚」と書き、スイバのことである。スイバを噛むと酸っぱいため、昔は子どもたちのおやつになった。
このほか、糖、脂肪、アスコルビン酸なども含んでいる。シュウ酸やシュウ酸カリウムを大量に摂取すると、胃腸炎、出血性の下痢、腎炎などを起こす恐れがある。根には、アントラキノン体であるクリソファノール、エモジン、クリソファノールアンスロンのほか、タンニンなどを含み、緩下作用がある。近年の研究では、スイバには癌を制御する効果があることがわかってきたと言われている。

### 料理
日本の東北地方では、春先の新芽を「オカ（陸）ジュンサイ」と称し、細かく切って油炒めにしたり、味噌和えや漬け物にして食べている。
山菜としての料理方法は、野生ものの春先の新芽を摘み、若葉は茹でてから水にさらして灰汁を抜き、若い茎は葉と花穂をしごいて取り除いて皮を剥いて、茹でて水にさらしてから利用する。淡い酸味とぬめりある食感を生かしてお浸し、和え物、三杯酢、煮浸し、煮物に調理して食べる。独特の酸味は、茹でたものをすり潰して砂糖を加え、さっぱり風味のジャムに利用できる。伸び始めた若い茎はそのまま食べることができるが、シュウ酸を多く含んでいることから、過食すると下痢や嘔吐などを催す場合があるため多食は避けた方が良い。下ごしらえに茹でた後は、乾燥させて保存することもできる。
ヨーロッパでは古くから葉菜として利用され、野菜としての栽培品種はソレルやオゼイユと呼ばれる。利用法は主にスープの実、サラダ、肉料理の副菜や付け合わせで、スイバを単体で調理するだけでなく、ホウレンソウやその他の葉菜類と混ぜて用いることもある。例えばフランス料理ではポタージュ、オムレツ、ベニエ、ピュレ、魚や仔牛料理に添えるソースやスープ、アイルランド料理ではスイバのパイ、ギリシア料理では煮込み料理やピタ（ブレク風のパイ）、ブルガリア料理ではチョルバ、ルーマニア料理ではサルマーレ、ウクライナ料理ではスイバのボルシチ、ロシア料理では緑のシチーの素材として好んで用いられる。

### 薬用
古代エジプトでは、食用のほかに薬草としても使われた。また、古代ギリシャ、古代ローマでは利尿作用がある薬草として、特に胆石を下す効用があるとして利用された。この葉のハーブティーは、昔より解熱効果があるとして知られている。現在でも、うがい薬、火傷の手当などに使われている。ただしシュウ酸を多く含むので、大量に食べると中毒の恐れがある。
秋に地上部の茎葉が枯れ始めたころに、根茎や根を掘り上げて水洗いしたものを、3 - 5ミリメートル (mm) ほどの厚さで輪切りにしたものが生薬になり、酸模根（さんもこん）と称している。昔から、根は砕いて疥癬などの皮膚病の治療薬として用いられてきた。
民間療法として、便秘には、酸模根1日量15グラムを約600 ccで半量になるまでとろ火で煮詰めた煎じ汁、食間3回に分けて服用する利用方が知られている。昔から、魚の中毒にはスイバの生葉汁を約10 - 15 cc程度のむと良いとされていて、水虫、たむしなどにもスイバの生葉汁で湿布しておくのがよいとされている。